# Greenville (Virgínia)
Greenville és una concentració de població designada pel cens dels Estats Units a l'estat de Virgínia. Segons el cens del 2000 tenia 886 habitants.

## Demografia
Segons el cens del 2000, Greenville tenia 886 habitants, 234 habitatges, i 193 famílies. La densitat de població era de 93,7 habitants per km².
Dels 234 habitatges en un 33,3% hi vivien nens de menys de 18 anys, en un 69,7% hi vivien parelles casades, en un 8,5% dones solteres, i en un 17,1% no eren unitats familiars. En el 15,4% dels habitatges hi vivien persones soles el 6% de les quals corresponia a persones de 65 anys o més que vivien soles. El nombre mitjà de persones vivint en cada habitatge era de 2,66 i el nombre mitjà de persones que vivien en cada família era de 2,95.
Per edats la població es repartia de la següent manera: un 16,3% tenia menys de 18 anys, un 7,8% entre 18 i 24, un 42% entre 25 i 44, un 22,5% de 45 a 60 i un 11,5% 65 anys o més.
L'edat mediana era de 37 anys. Per cada 100 dones de 18 o més anys hi havia 198 homes.
La renda mediana per habitatge era de 44.313 $ i la renda mediana per família de 48.571 $. Els homes tenien una renda mediana de 38.750 $ mentre que les dones 21.161 $. La renda per capita de la població era de 14.598 $. Entorn del 2,6% de les famílies i el 2,4% de la població estaven per davall del llindar de pobresa.

## Poblacions més properes
El següent diagrama mostra les poblacions més properes.